# فدراسیون جهانی بدمینتون
فدراسیون جهانی بدمینتون (به انگلیسی: Badminton World Federation) که به صورت مخفف «BWF» گفته می‌شود یک فدراسیون بین‌المللی ورزشی و رسمی است که در سال ۱۹۳۴ میلادی تأسیس شد.